# Magali Imbert
Magali Imbert  (* 26. Februar 1958 in Salon-de-Provence) ist eine französische Blockflötistin, Perkussionistin und Psalterspielerin, die vor allem im Bereich der Alten Musik hervorgetreten ist.

## Leben und Wirken
Imbert studierte zunächst Querflöte und Klavier am Konservatorium von Salon-de-Provence. Nach Aufenthalten an der Elfenbeinküste studierte sie bei Pierre Hamon und erhielt einen ersten Preis für Blockflöte am Conservatoire national régional d’Aubervilliers. Sie bildete sich bei Walter van Hauwe sowie bei Kees Boeke und Frans Brüggen weiter.
Imbert begann eine Karriere als Blockflötistin, die die Musik des Mittelalters und des Barock auch auf andere musikalische Felder, Transkriptionen und Kulturen anwendete. Dabei trat sie mit Musikern aus den verschiedensten Bereichen (Klassik, Barock, Weltmusik, Jazz) auf internationalen Festivals auf. 2001 gründete Imbert das Ensemble Galata, das sich auf das mittelalterliche und barocke Repertoire spezialisierte. Gemeinsam mit Garth Knox interpretierte sie dessen Utopian Dances. Weiterhin beschäftigte sie sich mit dem Verhältnis von Poesie und Musik, etwa in ihrer Produktion Une soirée à la Cour d’Antioche mit der Sängerin Zarsanga, in der sie die Liebespoesie von Frauen in den Mittelpunkt stellte. Unter der Leitung von Mimi Lorenzini spielte sie außerdem in Opus pour un autre temps, einer Jazz- und Improvisationsaufführung zu Ehren des Dichters Mahmud Darwisch mit den Jazzsaxophonisten Steve Potts und Vincent Daoud, Françoise Toullec am Klavier und Louis-Michel Marion am Kontrabass.

## Diskographische Hinweise
- Georg Friedrich Händel: Arie et Synfonie – Les Passions de l’âme (Mandala, 1999)
- Magali Imbert & Adel Shams El-Din: Amor Dolce – Musiques & Danses Du XIVe Siècle = Virelais, Ballate, Rondeaux and Estampies from the 14th Century (Universal 2002)
- Heroes - Vivaldi, Ensemble Matheus, direction Jean-Christophe Spinosi, avec Philippe Jaroussky (contre-ténor) et Magali Imbert (flûte), (EMI Virgin Records)
- Le Poème Harmonique • Vincent Dumestre: Plaisir d’Amour : Chansons & Romances de la France d’Autrefois (Alpha Productions 2007)
- Gareth Knox: Utopian Dances (2008)
- Giulio San Pietro de’ Negri - Faenza, Marco Horvat: Amorosa Fenice (Agogique 2014)

## Weitere Werke
- Jeu des lettres et des chiffres: guide du maître Jocatop 2017